# Алексий (Пергаменцев)
Алекси́й (в миру Евгений Леонидович Пергаменцев; 24 июня 1947, Киев) — епископ РПЦЗ(В-В) с титулом «епископ Солтановский, викарий Молдавской епархии».

## Биография
Крещён в возрасте четырёх лет в одном из храмов Киева. В 1965 году окончил среднюю школу.
С 1966 по 1968 годы проходил срочную воинскую службу.
В 1973 году окончил Киевский государственный институт физкультуры и спорта. Мастер спорта по тяжёлой атлетике.
В 1990 году, по обоюдному согласию обеих сторон, был официально расторгнут светский брак с супругой Ириной, которая поступила на послушание в Гефсиманский монастырь на Святой Земле.
С 1992 по 1994 год — послушник в Свято-Успенской Киево-Печерской Лавре.
Вместе с семью насельниками Киево-Печерской лавры подал прошение о приёме в Русскую Зарубежную Церковь.
1 апреля 1995 года епископом Евтихием (Курочкиным) принят под омофор Русской Православной Церкви Заграницей и одновременно пострижен в иночество с именем Алексий, в честь Преподобного Алексия, человека Божия.
С апреля 1995 по февраль 1996 года подвизался в монастыре святых Праотец в Хевроне (Святая Земля). По возвращении в Киев проживал в одной квартире со своей бывшей женой и тремя детьми. При этом будущий епископ продолжал окормляться у «старца» Богдана из Почаевской лавры, относящейся к канонической Украинской православной церкви.
21 июня 1998 года несмотря на протест благочинного Киевского округа РПЦЗ протоиерея Николая Фуртатенко рукоположён в сан иеромонаха епископом Агафангелом (Пашковским) и назначен настоятелем новосозданного Свято-Иоанновского монастыря и прихода во имя Святителя Иоанна Шанхайского и Сан-Францисского. Николай Фуртатенко и поддержавшие его прихожане храма святых Бориса и Глеба обосновывали своё протест тем, что по Алексий (Пергаменцев) по канонам не мог быть рукоположён в священный сан, так как был дважды женат, однако сам епископ Агафангел в ответ на это написал им: «монашество есть, по учению Православной Церкви, священнодействие, равное по своей очистительной силе таинству крещения (кроме избавления от проклятия первородного греха). Таким образом, вы даже невольно хулите это священнодействие, когда пишете, что монах Алексий имеет помянутые вами грехи».
11/24 января 2001 года епископом Агафангелом иеромонах Алексий назначен благочинным Киевского благочиния.
Не приняв курса на примирение с Русской православной церквью, осенью 2001 года перешёл в отколовшуюся от РПЦЗ юрисдикцию, формальным главой которой стал митрополит Виталий (Устинов). 9 декабря того же года иеромонах Алексий был запрещён в служении указом епископа Агафангела (Пашковского).
17-18 апреля 2002 года в храме Иверской Иконы Божией Матери в Воронеже принял участие во «II Всероссийском Совещании архиереев, духовенства и мирян Русской Истинно-Православной Церкви» под председательством архиепископа Лазаря (Журбенко).
В середине 2000-х годов начал возведение православного комплекса в селе Малая Солтановка под Киевом. Для этого рассылал обращения широкому кругу российских предпринимателей, политических и общественных деятелей, руководителей различных государственных ведомств и учреждений с просьбой принять в дар присланную икону и внести на указанный банковский счёт пожертвование на строительство «русской православной деревни», которая «должна стать тихой пристанью или островком для единомысленных в деле спасения православных людей».
7 сентября 2008 года указом епископа Владивостокского и Дальневосточного Анастасия (Суржика) награждён набедренником.
Решением «Архиерейского собора» РПЦЗ(В-В), состоявшегося 23-26 ноября 2008 года был избран викарным епископом с титулом «Солтановский» по названию дачного поселения Малая Солтановка под Киевом.
26 ноября 2008 года епископом Сан-Францисским и Западно-Американским Владимиром (Целищевым), епископом Владивостокским и Дальневосточным Анастасием (Суржиком), епископом Парижским и Западно-Европейским Виктором (Парбусом), хиротонисан во епископа Салтановского, викария Молдавской епархии.
Это хиротония вызвала резкий протест со стороны протоиерея РПЦЗ(В-В) Николая Фуртатенко, который отметил, что на проходившем в Киеве в преддверии Собора Пастырском совещании Евро-Азиатского округа РПЦЗ(В-В) кандидатура иеромонаха Алексия во епископы не обсуждалась, а клирики и миряне этой Церкви в столице Украины узнали о хиротонии непосредственно во время литургии, за которой она совершалась. Не добившись ответа, Николай Фуртатенко, отделился от РПЦЗ(В); вслед за ним ушли священники Алексей Легостаев, Сергий Жумабаев, Георгий Мисюра. Как писал по этому поводу portal-credo.ru: «Трудности с приходом в Киеве были предвиденными: очевидно, в этом была главная причина присвоения новорукоположенному епископу Алексию (Пергаменцеву) столь экзотического титула — викария Молдовской епархии, территориально от Киева, где пребывает новопоставленный епископ, весьма далёкой. Но такой титул позволял оставить вне подчинения новому епископу киевский приход о. Николая Фуртатенко. Очевидно, епископы РПЦЗ(В) понимали, что попытка подчинить этот приход новому епископу будет равнозначна прощанию с приходом. Однако не помогло. Алексий (Пергаменцев) в качестве епископа оказался неприемлем даже в простом соседстве. Приход о. Фуртатенко для РПЦЗ(В) все равно потерян».
11 октября 2009 года наделён титулом «епископа Солтановского и Молдовского».
В июне 2011 года священник Лука Микеллин, ушедший в силу ряда причин из РПЦЗ(В-В) в РИПЦ, обвинил Алексия (Пергаменцева) в превращении киевского прихода этой церкви в «коммерческо-финансовый центр идолопоклоннических служб для магнатов и благотворителей»: «Центры „церковного“ бизнеса в г. Киеве и в с. Малая Солтановка работают непрерывно для обеспечения максимально возможного дохода епархии и работа не останавливается даже в воскресные и праздничные дни (как и в праздник Богоявления в этом году), идя против заповеди о покое в честь Господа; машина бизнеса настолько неистова, что аннулирует полностью пастырскую жизнь, а в праздничные дни в течение недели, не только не существует праздничных служб для прихожан, но, что ещё более возмутительно, не служатся литургии в дни таких важных праздников как праздник Обрезания Господня, праздники свв. Филарета Нового Исповедника и Иоанна Кронштадтского и многие другие!».
В связи с переименованием Молдовской епархии в Малороссийскую, произошедшим на Архиерейским Соборе РПЦЗ(В-В) 2-8 октября 2011 года, Алексий (Пергаменцев) был наделён титулом «епископа Солтановского и Малороссийского».
28 апреля 2025 года Архиерейский синод РПЦЗ(В-В) постановил «удовлетворить прошение Епископа Алексия, освободить его от управления Малороссийской Епархией РПЦЗ, сохранить ему должность викарного Архиерея Малороссийской Епархии РПЦЗ с титулом Епископ Солтановский и назначить Настоятелем Свято-Иоанновского монастыря Малороссийской Епархии РПЦЗ в селе Малая Солтановка Фастовского района Киевской области». При этом Малороссийской епархия РПЦЗ(В-В) тогда же была переименована в Молдавскую.